# Asilisaurus
Asilisaurus ("ještěr předchůdce") byl rod silesauridního archosaura (dinosauriforma). Tento nejstarší známý archosaur z „ptačí vývojové linie“ žil zhruba před 243 miliony let (období středního triasu, věk anis) na území dnešní Tanzanie. Byl popsán podle fosilií asi 14 jedinců mezinárodním týmem paleontologů v roce 2010. Typovým druhem je A. kongwe.

## Popis

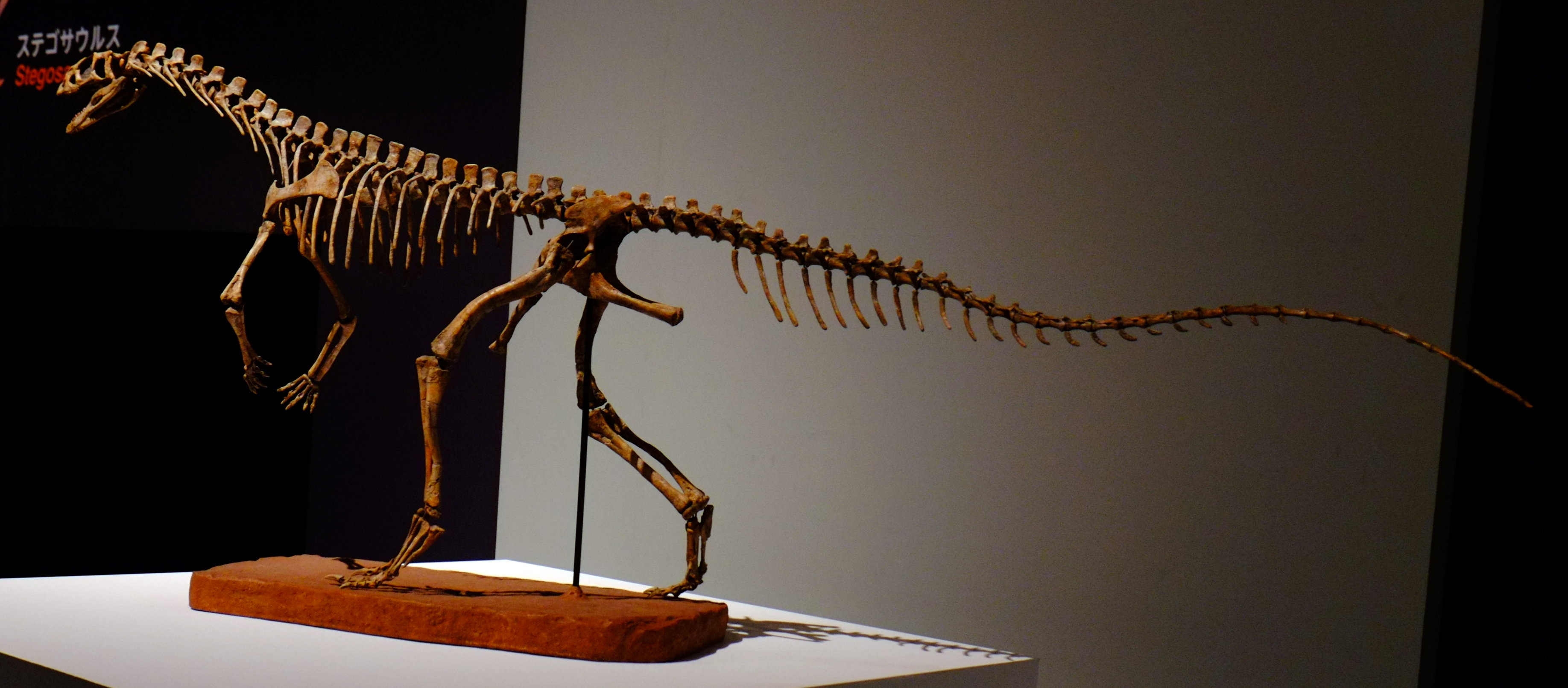
Asilisaurus kongwe - kostra

Asilisaurus dosahoval délky asi 1 až 3 metrů, výšky v kyčlích 0,5 až 1 metru a hmotnosti od 10 do 30 kilogramů. Podle jiných odhadů byl však dlouhý jen kolem 1,2 metru a dosahoval hmotnosti asi do tří kilogramů. Je starším příbuzným zhruba stejně velikého silesaura z polského Krasiejowa.